# Бета Дельфина
Бета Дельфина (β Delphini/β Del) — кратная звёздная система в созвездии Дельфин. Имеет несколько исторических названий:
- Ротанев — это название появились в результате небольшой шуточной мистификации, разыгранной в начале XIX века в обсерватории Палермо. Там под руководством Джузеппе Пьяцци (первооткрывателя первого известного и самого большого астероида Церера) в 1814 году был опубликован звёздный каталог. В нём-то и появились впервые два названия Ротанев (Rotanev) — бета Дельфина и Суалокин (Sualocin) — альфа Дельфина, безо всякого объяснения. Позже, британский астроном Томас Вильям Вебб (en:Thomas William Webb) обратил внимание, что названия звёзд Sualocin и Rotanev, будучи прочитанными справа налево, дают латинизированную форму имени и фамилии помощника Пьяцци, Николо Каччаторе (Niccolo Cacciatore) — Nicolaus Venator. Кто из двух астрономов был автором мистификации, осталось неизвестным[10].
- Ротанен — название появилось в атласе Элайи Бурритта (Elijah Burritt), и видимо, является ошибкой[10].

## Двойная система
Ротанев находится на расстоянии 97 световых лет от Земли и является звездой четвёртой звёздной величины (3,77m). Бета Дельфина — кратная звёздная система. В первом приближении, она состоит из пары субгигантов спектрального класса F5 с температурой поверхности 6 500 K. Система весьма близкая: её невозможно разрешить через телескоп со средней апертурой, так как звёзды находятся на среднем расстоянии 0,65 угловых секунд друг от друга (угловой размер монеты с расстояния 10 км). Более яркая звезда пары имеет четвёртую звёздную величину (4,0m), другая звезда чуть слабее — 4,9m, что, с учётом расстояния, даёт светимость соответственно в 18 и 8 раз больше солнечной. Скорость вращения одной или обеих звёзд невелика, около 40 километров в секунду (в 20 раз выше, чем у медленно вращающегося Солнца). Как и многие звёзды с подобной средней температурой, Ротанев показывает пекулярные свойства распространённости некоторых химических элементов (в частности, стронция). Стандартный избыток железа в спектре, однако, вполне нормален.
Находясь на среднем расстоянии чуть более 13 астрономических единиц (а. е.) друг от друга, то удаляясь на расстояние 18 а. е. (примерное расстояние между Ураном и Солнцем), то сближаясь до расстояния 8 а. е. (чуть меньше расстояния от Сатурна до Солнца), они обращаются друг вокруг друга с периодом 26,7 года. Звёзды были в наибольшем отдалении друг от друга, если смотреть с Земли, в 2002 году. Параметры орбиты, а также светимости, указывают, что их массы примерно в два раза больше солнечной, причём более яркая звезда несколько более массивна. Вряд ли хотя бы одна из этих звёзд имеет собственные планеты, так как их орбиты будут чрезвычайно неустойчивыми. В такой системе только очень далёкая планета может иметь стабильную орбиту вокруг пары звёзд, но она должна быть так далеко, что жизнь (во всяком случае, в том виде, в каком мы её знаем) не могла бы существовать на ней. Независимо от этого, жизнь самих субгигантов заканчивается: в их недрах прекращается термоядерное горение водорода, и вскоре они станут красными гигантами (более яркая звезда чуть раньше), затем сбросят свои оболочки и станут парой белых карликов.

## Компоненты
В системе также присутствуют ещё 3 компонента, чьи параметры приведены в таблице, но твёрдых доказательств, что они гравитационно связаны с парой основных звёзд, нет. Возможно, они просто визуальные спутники.
| Название         | Год  | Позиционный угол | Угловое расстояние | Видимая звёздная величина | Прямое восхождение | Склонение    | Ссылка |
| WDS J20375+1436C | 1878 | 116°             | 27,7"              | 13,1m                     | 20ч 37м 33.4с      | +14° 35′ 29″ | Simbad |
| WDS J20375+1436C | 1961 | 126°             | 18,7"              | 13,1m                     | 20ч 37м 33.4с      | +14° 35′ 29″ | Simbad |
| WDS J20375+1436D | 1829 | 344°             | 32,5"              | 11m                       | 20ч 37м 30.6с      | +14° 36′ 13″ | Simbad |
| WDS J20375+1436D | 1961 | 323°             | 42,4"              | 11m                       | 20ч 37м 30.6с      | +14° 36′ 13″ | Simbad |
| WDS J20375+1436E | 1922 | 270°             | 102,7"             | -                         | 20ч 37м 24.7с      | +14° 35′ 42″ | Simbad |
| WDS J20375+1436E | 1960 | 271°             | 106,5"             | -                         | 20ч 37м 24.7с      | +14° 35′ 42″ | Simbad |